# Mistico (Schiffstyp)

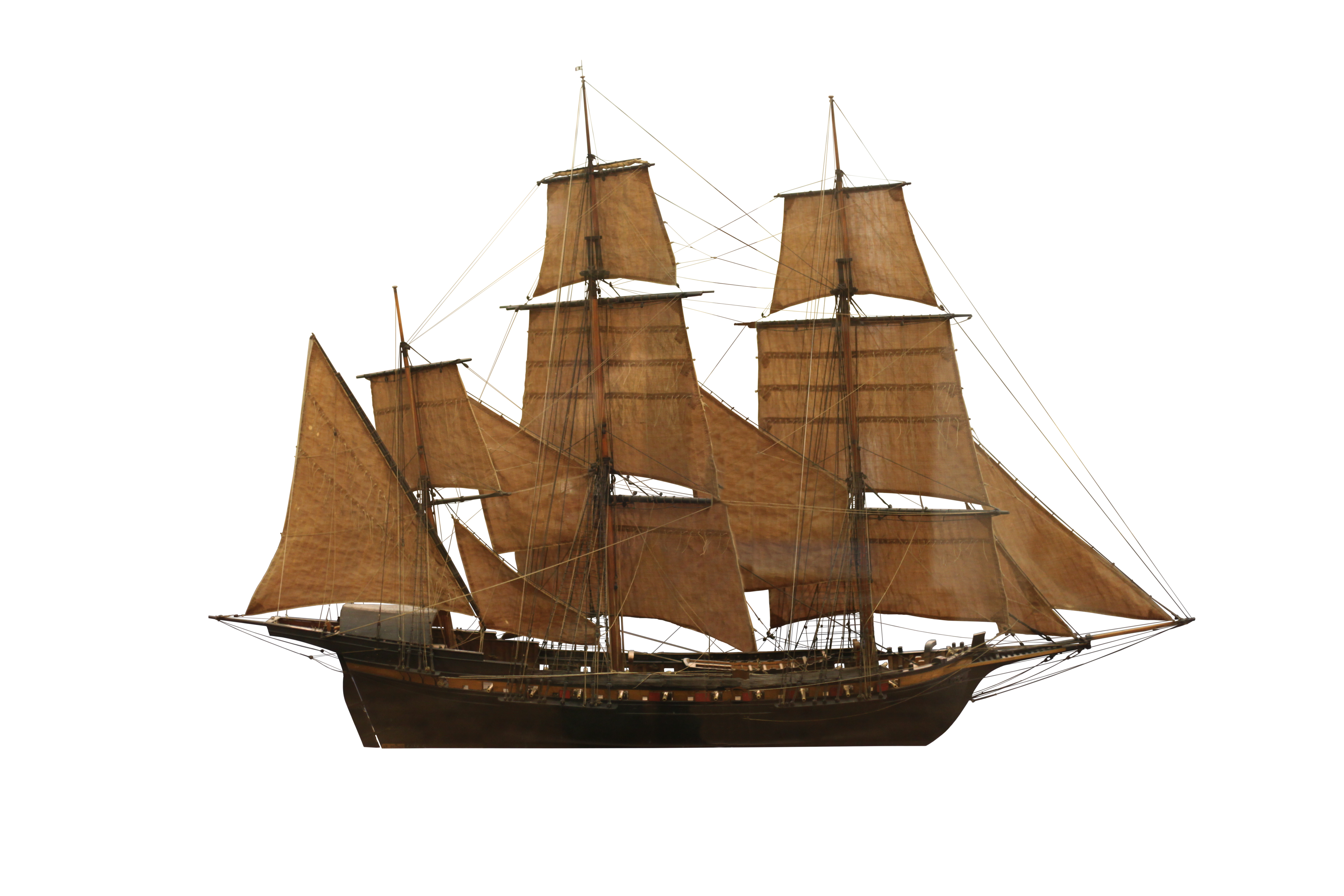
Eine Mistico mit Rahsegeln an Fock- und Großmast und einem Lateinersegel am Besanmast und zwei Fockstagsegeln

Mistico oder Mystiko (altgriechisch Μύστικο = Geheimnis) oder Mistique oder Mystique war ein Schiffstyp. Es war ein Küstenfrachtsegler, der ausschließlich im Mittelmeer zum Einsatz kam.

## Beschreibung
Die Mistico wurde zur byzantinischen Zeit entwickelt. Der Name, der Geheimnis bedeutet, verweist darauf, dass die Schiffe oftmals wichtige Personen oder geheime Nachrichten transportierten. Sie waren etwa 20 bis 30 m lang und hatten eine Tragfähigkeit von 40 bis 100 t. Das Verhältnis von Länge zu Breite betrug etwa 6:1 bis 7:1. Der gedeckte Schiffsrumpf war niedrig und verfügte oftmals am Heck über ein Halbdeck, Aussparungen für 18 bis 36 Ruder und eventuell über Geschützpforten. Die Mistico verfügte über zwei bis drei Masten, wobei der Heckmast oftmals nur halb so hoch war wie der Fock- und der Großmast. Die Masten trugen Lateinersegel ohne oder mit Bonnet (Schrägrah) oder Rahsegel oder Kombinationen verschiedener Takelung. Gemeinsam hatten sie immer zwei Fockstagsegel.
Im 18. und 19. Jahrhundert wurden Misticos als Küstenfrachtsegler vor allem in Spanien und Nordafrika eingesetzt. Wegen ihrer Schnelligkeit war die Mistico auch bei Piraten beliebt. Auch Frankreich und die griechischen Freiheitskämpfer setzten bewaffnete Misticos ein. Eine Variante der Mistico ist die Schebecke.